# Frank Puglia
Frank Puglia (ur. 9 marca 1892, zm. 25 października 1975) – włoski aktor filmowy, grający w filmach amerykańskich.

## Biografia[1]
Urodzony na Sycylii, aktor rozpoczynał karierę jako nastolatek na scenach włoskich teatrów. W 1907 roku wyemigrował do Stanów Zjednoczonych, gdzie początkowo pracował w pralni. Potem dołączył do włoskiej grupy teatralnej w Nowym Jorku. Występując na scenie, został zauważony przez producenta i reżysera D.W. Griffitha. Dzięki jego pomocy zaistniał jako aktor filmowy grając w ponad 150 filmach. Występował przeważnie w rolach drugoplanowych, grywając postacie o południowych rysach.

## Filmografia
- 1975: Pan Ricco (Mr. Ricco) – wujek Enzo
- 1965: Miecz Ali Baby (The Sword of Ali Baba) – Kassim
- 1962: Dziewczyny! Dziewczyny! Dziewczyny! (Girls! Girls! Girls!) – Papa Stavros
- 1958: Czarna orchidea (The Black Orchidea) – Henry Gallo
- 1957: 20 milionów mil do Ziemi (20 Million Miles to Earth) – dr Leonardo
- 1956: Serenada (Serenade) – Manuel
- 1956: Płonące wzgórza (The Burning Hills) – Tio Perico
- 1956: Pierwszy Teksańczyk (The First Texan)
- 1950: Pustynny jastrząb (The Desert Hawk) – Ahmed Bey
- 1948: Joanna d’Arc (Joan of Arc) – Nicolas de Houppeville
- 1947: Moja brunetka (My Favorite Brunette)	- baron Montay
- 1947: Droga do Rio (Road to Rio) – Rodrigues
- 1947: Brutalna siła (Brute Force) – Ferrara
- 1946: Bez zastrzeżeń (Without Reservations) – Ortega
- 1945: Krew na słońcu (Blood on the Sun) – książę Tatsugi
- 1945: Weekend w hotelu Waldorf (Week-End at the Waldorf)	- Emile
- 1944: Ali Baba i czterdziestu rozbójników (Ali Baba and the Forty Thieves) – Kassim
- 1943: Tarzan's Desert Mystery	- arabski dygnitarz
- 1943: Komu bije dzwon (For Whom the Bell Tolls) – kapitan Gómez
- 1943: Upiór w operze (Phantom of the Opera) – Villeneuve
- 1942: Trzy kamelie (Now, Voyager) – Giuseppe
- 1942: Księga dżungli (Jungle Book) – mędrzec hinduski
- 1942: Casablanca – arabski kupiec (niewymieniony w czołówce)
- 1942: Zawsze w mym sercu (Always in My Heart)
- 1940: Ukaż się, moja ukochana (Arise, My Love)
- 1940: Znak Zorro (The Mark of Zorro)
- 1936: Dla ciebie seniorito (The Gay Desperado)
- 1934: Ludzie w bieli (Men in White)
- 1925: Piękne miasto (The Beautiful City)
- 1924:	Życie nie jest cudowne (Isn't Life Wonderful)
- 1922:	Fascynacja (Fascination)
- 1921:	Dwie sieroty (Orphans of the Storm)